# 東河鄉 (台灣)
東河鄉（阿美語：Fafokod），舊稱「貓武骨」、「馬武窟」，位於臺灣臺東縣東北部，海岸山脈東側，北臨花蓮縣富里鄉，東北連成功鎮，東濱太平洋，西鄰池上鄉、關山鎮、鹿野鄉，南接卑南鄉。境內有60%為山坡地，可分為沿海區及盆地區：沿海區屬緩降山坡及海階平原，地勢較平坦，為主要發展地區；盆地區則有溪流南北縱貫，地勢崎嶇難行。氣候上屬熱帶季風氣候。
東河鄉的人口結構上主要為隸屬臺灣原住民族的阿美族，約佔全鄉人口的一半以上，而大部分的漢人係於1959年八七水災後由彰雲嘉地區等地遷入，地方通行語為阿美語。經濟產業以農業為主，有玉米、柑橘、桃、李、梅、釋迦等主要農作物，各月份均有產出不同的水果，故有「水果之鄉」之稱。

## 歷史
東河鄉原阿美語古名為 Maloalong，此名同時亦為馬武窟溪之古名；後因此地位於淡海水交界處，漁獲量多，部落男人天天至附近撒八卦網捕魚，於是漸漸被改稱「馬武窟」（Fafukod），在阿美語中即指「撒網捕魚」。清領時期，先後屬卑南廳及臺東直隸州管轄。
1920年設置都鑾區役場，1937年改為「都蘭庄」（Adulan），劃歸臺東廳新港郡管轄。戰後初期改設臺東縣都蘭鄉，之後易為今名。
東河之名來源有兩說：
1. 馬武窟溪自本鄉東流入海之意。
2. 東河鄉公所網站指出：係以首任官派鄉長陳曲江的姓取其半邊之「東」，與其名「江」字同義之「河」而命名為「東河」[3]，或曰陳曲江之字即為東河。但依陳曲江之長子陳濟岳先生之說法:「東河鄉名原是指一條美麗的河流向東注入太平洋之意，家父為首任鄉長，其姓名恰巧與鄉名雷同，一時成為鄉里美談。家父陳曲江字東河之說並非事實。」（2021年3月12日陳濟岳談話）[來源請求]

## 人口
根據臺東縣成功戶政事務所及臺東縣政府民政處統計，2024年底東河鄉戶數約3.7千戶，人口約7.8千人，鄉內人口最多與最少的村分別是都蘭村與尚德村，2024年底兩村人口分別為2,247人與248人，其中尚德村也是臺東縣人口最少的村里。

## 政治

### 歷任首長
| 任次 | 姓名   | 備註 |
| ---- | ------ | ---- |
| 1    | 高山榮 |      |
| 2    | 高山榮 |      |
| 3    | 高山榮 |      |
| 4    | 高尚武 |      |
| 5    | 高尚武 |      |
| 6    | 張添星 |      |
| 7    | 張添星 |      |
| 8    | 古萬春 |      |
| 9    | 古萬春 |      |
| 10   | 葉隆雄 |      |
| 11   | 葉隆雄 |      |
| 12   | 邱一郎 |      |
| 13   | 邱一郎 |      |
| 14   | 林東滿 |      |
| 15   | 林東滿 |      |
| 16   | 陳式鴻 |      |
| 17   | 陳式鴻 |      |
| 18   | 葉啟伸 |      |
| 19   | 葉啟伸 | 現任 |

### 鄉政組織
東河鄉公所是東河鄉最高層級的地方行政機關，在中華民國政府架構中為鄉自治的行政機關，同時負責執行縣政府及中央機關委辦事項，東河鄉的自治監督機關為臺東縣政府。鄉長由全體鄉民直接選舉產生，任期為四年，可連選連任一次。東河鄉公所並置鄉政會議，為鄉政最高決策機構，在鄉長之下，設有5課3室等8個內部單位及9個附屬機關。
東河鄉民代表會是東河鄉的最高民意機關，代表東河鄉全體鄉民立法和監察鄉政。鄉民代表由公民直選選出，任期為四年，可連選連任。東河鄉民代表會共有7位鄉民代表，分別為第一選區3席鄉民代表、第二選區4席平地原住民鄉民代表，主席、副主席由7位鄉民代表互選產生。

### 行政區劃
| - 北源村：位於北溪流域。 - 順那部落（Sena） - 北溪部落（Na'lilian） - 美蘭部落（Cilafinan，基拉菲婻） - 花固部落（Howak，乎哇固） - 柑仔林部落（Asiroay，阿奚露艾） - 泰源村：位於馬武窟溪上游。 - 高原部落（Alapawan，嗄嘮吧灣） - 新部落 - 麻竹嶺 - 尚德村：位於南溪流域。 - 前寮（耕作地） - 南溪（七塊厝） | - 東河村：鄉行政中心，位於馬武窟溪下游。 - 東河部落（Fafokod，大馬武窟） - 金樽 - 隆昌村： - 佳里部落（Kalifangar，加里猛狎） - 興昌村：位於八里芒溪流域。 - 興隆 - 羊橋 - 八里部落（Pa'anifong，八里芒） - 都蘭村：位於都鑾溪流域。 - 都鑾部落（'Etolan） - 新蘭（渚橋） - 郡界 |

| 東河鄉行政區劃                                     |
| 北 源 村 泰源村 東河村 尚德村 隆昌村 興昌村 都蘭村 |

## 教育

### 國民中學
- 臺東縣立泰源國民中學
- 臺東縣立都蘭國民中學

### 國民小學
- 臺東縣立東河鄉北源國民小學
- 臺東縣立東河鄉泰源國民小學
- 臺東縣立東河鄉東河國民小學
- 臺東縣立東河鄉興隆國民小學
- 臺東縣立東河鄉都蘭國民小學

## 交通
- 台11線（東部濱海公路）
- 台23線（東富公路）

## 旅遊
| - 海岸山脈臺東蘇鐵自然保護區 - 金樽漁港 - 泰源幽谷 - 登仙峽 - 泰源盆地 - 金樽陸連島 - 水往上流 - 都蘭山 | - 舊東河橋 - 新東糖廠 - 小馬隧道 - 江賢二藝術園區https://www.paulchiangartcenter.org/ |

## 特產
- 東河肉包
- 台灣藍寶
- 都蘭書包
- 麥飯石
- 文旦
- 柳橙
- 釋迦
- 梅子

## 外部連結
- 東河鄉公所 （页面存档备份，存于）